# Marche des femmes (Afrique du Sud)
Pour les articles homonymes, voir Marche des femmes.
La marche des femmes (Women’s March en anglais) est le nom donné à une manifestation qui s'est déroulée en Afrique du Sud en 1956 devant les Union Buildings, le siège du gouvernement à Pretoria. Le 9 aout 1956, entre 10 000 et 20 000 femmes, rassemblées par la Fédération des femmes sud-africaines, protestaient contre l'application par le gouvernement Strijdom de la nouvelle loi sur les laissez-passer dans les zones urbaines. Elle se concrétisa par la présentation d'une pétition qui fut remise au secrétaire du Premier ministre Johannes Strijdom.

## Contexte
Les premières tentatives des autorités sud-africaines pour obliger les femmes à avoir sur elles en permanence des permis de séjour intérieur étaient anciennes (1913) et s'étaient soldées par un fiasco majeur. En 1948, le Parti national arrive au pouvoir et commence la mise en place des lois de l'apartheid. Les lois exigeant de posséder des passeports intérieurs sont ainsi promulguées en 1952 mais le gouvernement ne commence à délivrer ce genre de permis pour les femmes qu'en 1954 et à ne délivrer les livrets de référence qu'en 1956. La mise en application de ces lois se heurte à de vives résistances de la part des principales personnes concernées (campagne de défiance en 1952). Le but de cette législation était de strictement contrôler les déplacements des travailleurs migrants et de leurs familles, via des autorisations accordés par le ministère du Travail.
Le 27 octobre 1955, une manifestation multiraciale, organisée par la Fédération des femmes d'Afrique du Sud (FEDSAW), rassemble 2 000 femmes devant les Union Buildings à Pretoria. Néanmoins, le gouvernement commence à émettre des livrets de circulation pour les femmes noires en zone urbaine.

## Organisation
La Fédération des femmes d'Afrique du Sud (FEDSAW), une organisation multiraciale anti-apartheid, comprenant notamment la Ligue des femmes de l'ANC, avait participé à la rédaction de la Charte de la liberté et avait notamment travaillé sur les sujets concernant les services de garde d'enfants, le logement, l'éducation, l'égalité de rémunération et l'égalité des droits avec les hommes en matière de propriété.
Concernées et inquiètes par l'entrée en vigueur sur le plan national de la nouvelle législation sur les laissez-passer en zone urbaine, les dirigeantes de la FEDSAW demandent une audience auprès du Premier ministre Johannes Strijdom, pour pouvoir exposer leur point de vue ; elle leur est refusée.

## La marche du 9 aout 1956

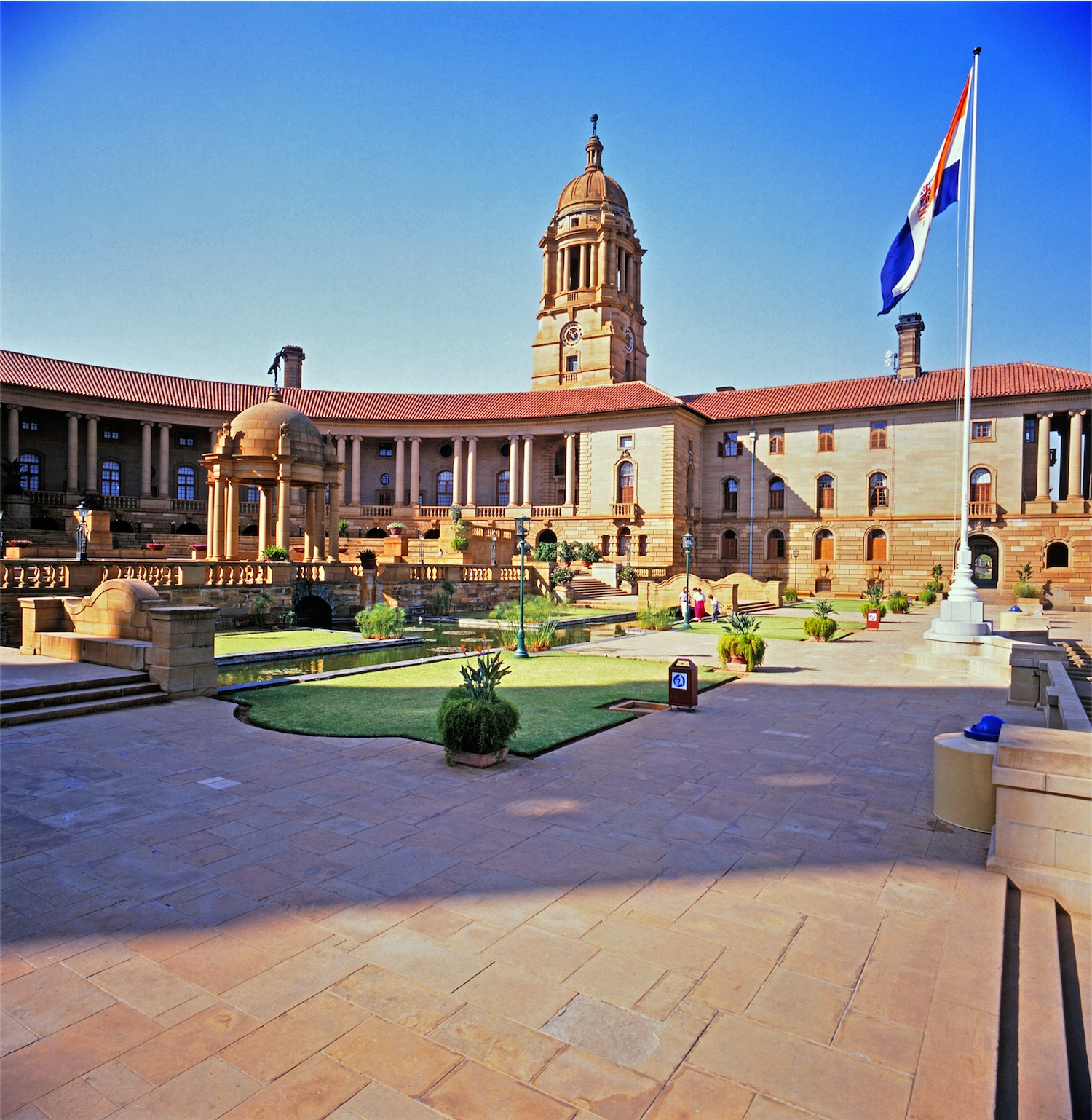
Amphithéâtre des Union Buildings où se rassemblèrent les manifestantes.

Pour rassembler le maximum de femmes, le jour choisi par la FEDSAW pour manifester est un jeudi, la journée traditionnellement chômée des domestiques noirs.
Le rassemblement, comprenant entre 10 000 et 20 000 femmes,, a lieu dans les jardins et dans l’amphithéâtre des Union Buildings, sous les fenêtres du Premier ministre. C'est par petits groupes de 2 à 3 femmes que les protestataires convergent vers le lieu de rassemblement, les autorités ayant interdit tout défilé. Les manifestantes appartiennent à toutes les catégories raciales du pays, ce qui est peu courant. Les femmes noires portent une robe traditionnelle ou arborent les couleurs du Congrès national africain. Les femmes indiennes sont vêtues de saris blancs. Certaines portent des bébés sur le dos, des domestiques ayant même amené les enfants blancs de leurs employeurs. Tout le temps du rassemblement, la foule est disciplinée et fait preuve de dignité.
Une pétition, rassemblant 14 000 signatures, est alors remise au secrétaire du Premier ministre, celui-ci n'étant d'ailleurs pas présent à Pretoria ce jour-là. Durant une trentaine de minutes, les manifestantes restent silencieuses, avant de chanter Nkosi Sikelel' iAfrika et une autre chanson intitulée Wathint' abafazi, Strijdom! (« Quand vous frappez les femmes, Strijdom »).
La loi sur les laissez-passer fut néanmoins appliquée avant d'être abrogée, 30 ans plus tard, en 1986.

## Hommage
Le 9 août est désormais célébré comme la Journée des femmes en Afrique du Sud. Pour célébrer et commémorer l'événement de 1956, un monument est dévoilé, le 9 août 2000, à Malibongwe Embokodweni, l'amphithéâtre des Union Buildings auquel a été attribué ce nom au cours des années 2000. Le 9 août 2006, une marche commémorative a lieu. Elle part du Strijdom Square, nommé en hommage à l'ancien Premier ministre Johannes Strijdom, et se poursuit jusqu'à Union Buildings.

## Organisatrices et participantes notoires
Liste partielle :
- Lillian Ngoyi
- Helen Joseph
- Rahima Moosa
- Bertha Gxowa
- Albertina Sisulu
- Bettie du Toit
- Elizabeth Mafekeng
- Dorothy Nyembe
- Fatima Meer
- Florence Mkhize
- Frances Baard
- Margaret Ballinger
- Ray Alexander Simons
- Ruth Mompati
- Annie Silinga
- Sophia Williams-De Bruyn